# 097号線 (チェコ)
チェコ国鉄097号線、別名ロヴォシツェ～テプリツェ・ヴ・チェハーフ線（チェコ語：Železniční trať Lovosice – Teplice v Čechách）は、チェコ国鉄の鉄道線の名称である。
1897年、ウースチー・テプリツェ鉄道の路線として開業した。現在定期列車が運行しているのはテプリツェ - ラデイチーン間のみで、ホチムニェルジ - ロヴォシツェ間は臨時列車のみ(2021年以降)、ラデイチーン～ロヴォシツェ間はバスによる代行輸送が行われている。

## 運行形態
- テプリツェ - ラデイチーン　　※チェコ鉄道による運行
2時間に1本の運行。ルジェテニツェで130号線モスト方面および134号線の普通に、ウーポルジニで131号線ウースチー方面、ビーリナ方面双方に接続する。

- ホチムニェルジ - ロヴォシツェ - リトムニェルジツェ上駅　【春・夏の土曜・休日運行】　　※プラハ自動鉄道交通による運行
季節限定で、2時間に1本の運行。ロヴォシツェ以東は087号線に直通する。
2021年運行開始予定。

## 駅一覧
以下では、チェコ国鉄097号線の駅と営業キロ、停車列車、接続路線などを一覧表で示す。なお、全て各駅停車である。
| 路線名 | 駅名                             | 駅間営業キロ | 累計営業キロ | 接続路線                                                                                                | 所在地       | 所在地                     |
| ------ | -------------------------------- | ------------ | ------------ | --- | ------------ | -------------------------- |
| 130    | テプリツェ・ヴ・チェハーフ駅     | -            | 2.1          | 130号線                                                                                                 | ウースチー州 | テプリツェ郡               |
| 097    | ルジェテニツェ駅                 | 2.1          | 0.0          | | ウースチー州 | テプリツェ郡               |
| 097    | テプリツェ城公園駅               | 2.8          | 2.8          | | ウースチー州 | テプリツェ郡               |
| 097    | プロセチツェ駅                   | 2.2          | 5.0          | | ウースチー州 | テプリツェ郡               |
| 097    | ビストルジャニ・ヴ・チェハーフ駅 | 1.6          | 6.6          | | ウースチー州 | テプリツェ郡               |
| 097    | ウーポルジニ駅                   | 2.7          | 9.3          | 131号線                                                                                                 | ウースチー州 | テプリツェ郡               |
| 097    | フラヂシチェ・ヴ・チェハーフ駅   | 2.4          | 11.7         | | ウースチー州 | テプリツェ郡               |
| 097    | ジャラニ駅                       | 1.8          | 13.5         | | ウースチー州 | テプリツェ郡               |
| 097    | ジャラニ停留所                   | 1.2          | 14.7         | | ウースチー州 | テプリツェ郡               |
| 097    | ボルジスラフ駅                   | 1.5          | 16.2         | | ウースチー州 | テプリツェ郡               |
| 097    | ジム駅                           | 2.6          | 18.8         | | ウースチー州 | テプリツェ郡               |
| 097    | ラデイチーン駅                   | 3.1          | 21.9         | | ウースチー州 | ウースチー・ナド・ラベム郡 |
|        | ドブコヴィチキ駅                 | 3.4          | 25.3         | | ウースチー州 | リトムニェルジツェ郡       |
| 097    | ホチムニェルジ駅                 | 1.7          | 27.0         | | ウースチー州 | リトムニェルジツェ郡       |
| 097    | オパルノ駅                       | 3.0          | 30.0         | | ウースチー州 | リトムニェルジツェ郡       |
| 097    | ロヴォシツェ停留所               | 4.6          | 34.6         | | ウースチー州 | リトムニェルジツェ郡       |
| 097    | ロヴォシツェ駅                   | 1.8          | 36.4         | 090号線（プラハ方面、ウースチー方面） 113号線（モスト方面） 114号線（ポストロプルティ方面、リーパ方面） | ウースチー州 | リトムニェルジツェ郡       |